# Jarošův mlýn
Jarošův mlýn je mlýn a muzeum mlynářského řemesla ve Veverské Bítýšce. Od roku 2002 je chráněn jako kulturní památka České republiky.

## Historie
První písemná zmínka o mlýně pochází z roku 1635. V této době se jednalo o jeden z mnoha mlýnů na toku Bílého potoka, kde byl vystavěn jako jeden z posledních. Mlel pro obyvatele Veverské Bítýšky a okolí. V roce 1937 mlýn a pozemky koupili Blanka a Maxmilián Jarošovi, potomci mlynářských rodů Pippalů a Jarošů. Ti nechali v letech 1937-1938 mlýn přestavět do současné podoby. Došlo ke zboření objektů chátrajícího a nefunkčního mlýna a vystavěna nová čtyřpatrová budova s nejmodernějším zařízením, které dodala firma Josef Prokop a synové z Pardubic. Voda je z potoka svedena náhonem do vodní nádrže a odtud pouštěna na lopatky Francisových turbín. Ty pohánějí mlýnské stroje. Na podzim 1938 došlo k obnovení provozu. Dne 1. července 1951 přešlo právo provozovat Jarošův mlýn na Hospodářské družstvo v Brně a dne 1. ledna 1953 na národní podnik Středomoravské mlýny Brno. Po následujících 40 let nebyla prováděna údržba mlýna. Do rodiny Jarošů se vrátil v roce 1991 a v provozu zůstal do roku 2002, kdy byl prohlášen za kulturní památku. Ve stejném roce byl formou muzea zpřístupněn veřejnosti.

## Přístup
Přístup ke mlýnu je umožněn modrou turistickou značkou buď z centra Veverské Bítýšky, nebo údolím Bílého potoka od Šmelcovny. Před mlýnem se také nachází parkoviště.